# سوق الكهرباء

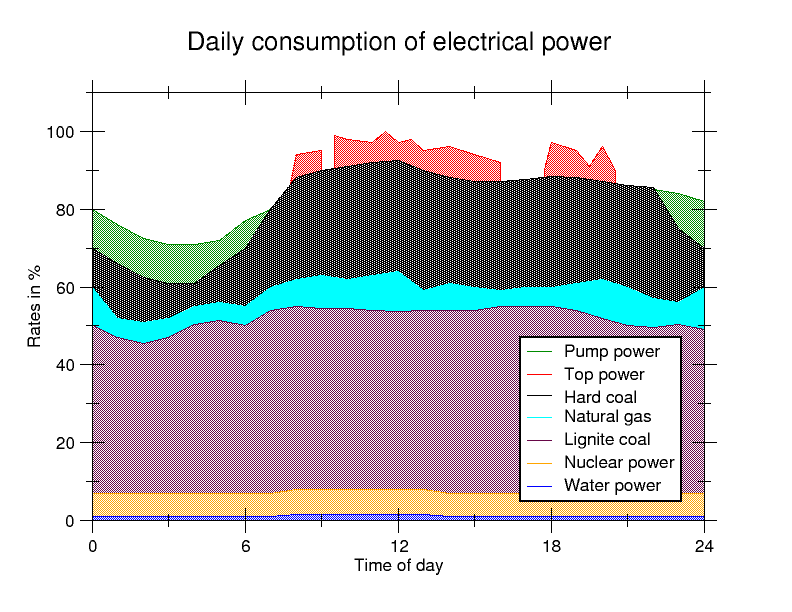

سوق الكهرباء تُعَد الكهرباء (القوة والطاقة)، من الناحية الاقتصادية، سلعة يمكن شراؤها وبيعها وتداولها. وسوق الكهرباء هو نظام يعمل على التأثير في المشتريات من خلال عطاءات الشراء؛ والمبيعات من خلال عروض البيع؛ والتداولات قصيرة المدى، ويكون ذلك عادةً في صورة مقايضات تبادل الأموال أو الالتزامات. تستخدم العطاءات والعروض مبادئ العرض والطلب لتحديد الأسعار. والتداولات طويلة المدى هي عقود تشبه اتفاقات شراء الطاقة، وتُعَد بوجه عام معاملات ثنائية خاصة بين الأطراف المتقابلة.
تتم عادةً تسوية معاملات الجملة (العطاءات والعروض) في الكهرباء بواسطة مشغل في السوق أو كيان مستقل محدد الأهداف يقتصر عمله على هذه المهمة فحسب. لا يسوي المشغلون في السوق التداولات، لكن يتطلب الأمر عادةً معرفتهم بالتداول للحفاظ على التوازن بين التوليد والحمل.
تنقسم السلع داخل سوق الكهرباء بوجه عام إلى نوعين: قوة وطاقة. والقوة هي صافي معدل نقل الكهرباء المُقاس في أية لحظة، ووحدة قياسها الميجاوات (MW). أما الطاقة، فهي الكهرباء التي تتدفق عبر نقطة مُقاسة لفترة زمنية معينة، ووحدة قياسها الميجاوات ساعة (MWh).
أسواق السلع المرتبطة بالطاقة هي صافي ناتج التوليد لعدد من الفواصل الزمنية التي تزيد عادةً بمعدل 5 و15 و60 دقيقة. تُعَد هذه الأسواق، التي يتطلبها ويديرها (ويدفع تكاليفها) المشغلون في السوق لضمان موثوقيتها، خدمات إضافية، وتشمل بعض المصطلحات مثل الاحتياطي الدوار، والاحتياطي غير الدوار، واحتياطيات التشغيل، والاحتياطي سريع الاستجابة، وزيادة المتطلبات القانونية، وتخفيض المتطلبات القانونية، والقدرة المثبتة.
بالإضافة إلى ما سبق، وبالنسبة لمعظم المشغلين الرئيسيين، توجد أسواق لتكدس النقل واشتقاقات الكهرباء، مثل العقود الآجلة وعقود الخيار، التي يتم تداولها بنشاط. وقد ظهرت هذه الأسواق نتيجة لإعادة بناء أنظمة الطاقة الكهربائية حول العالم. وكان ذلك يحدث بالتوازي مع إعادة هيكلة أسواق الغاز الطبيعي.

## معلومات تاريخية
طُرِحت لأول مرة مفاهيم سوق الطاقة والخصخصة بنظم الطاقة الكهربائية في تشيلي في بداية الثمانينيات من القرن العشرين، بالتوازي مع عمليات الإصلاح الأخرى التي تستهدف الأسواق المرتبطة بمجموعة الاقتصاديين المعروفة باسم أبناء شيكاغو. اُعتبِر النموذج التشيلي ناجحًا بوجه عام في إضفاء المنطقية والشفافية على تسعير الطاقة، لكنه أوضح الهيمنة المستمرة للعديد من الإلزامات الهائلة، وعانى من مشكلات هيكلية مصاحبة. طورت الأرجنتين النموذج التشيلي عن طريق فرض قيود صارمة على تركيز السوق، وتطوير هيكل المدفوعات إلى وحدات يُحتفَظ بها لضمان موثوقية النظام. وقد كان أحد الأهداف الأساسية لطرح مفاهيم السوق في الأرجنتين خصخصة أصول التوليد الحالية (التي شهدت تدهورًا في ظل الاحتكار الحكومي، ما أسفر عن انقطاعات متكررة للخدمة)، إلى جانب جذب رؤوس الأموال اللازمة لإصلاح هذه الأصول وللتوسع في النظام. وقد عمل البنك الدولي بنشاط في طرح العديد من الأسواق المختلطة في دول أمريكا اللاتينية الأخرى، مثل بيرو والبرازيل وكولومبيا، أثناء التسعينيات، لكنه لم يحقق سوى نجاح محدود.